# UEFA 경기장 분류
UEFA 경기장 분류는 UEFA의 기준에 의해 분류된 축구 경기장 분류를 말한다. 이 분류법으로 경기장은 분류 1, 2, 3, 4로 나뉜다. 2006년 이 방법은 기존의 별점 방식을 대체한다. 경기장은 주요 경기의 경기들이나 UEFA 챔피언스리그 예선전의 플레이오프전을 열기위해 반드시 분류4에 들어야한다. 분류4에 포함되는 경기장은 UEFA 유로파리그나 UEFA 유럽 축구 선수권 대회의 주요 경기를 개최할 자격이 주어진다.

## 분류 간 주요 차이점
| 분류                                     | 분류 1                     | 분류 2                                     | 분류 3                                       | 분류 4                                         |
| ---------------------------------------- | -------------------------- | ------------------------------------------ | -------------------------------------------- | ---------------------------------------------- |
| 축구장                                   | 길이 100~105 m, 폭 64~68 m | 길이 100~105 m, 폭 64~68 m                 | 길이 105 m, 폭 68 m                          | 길이 105 m, 폭 68 m                            |
| 심판 탈의실 최소 공간                    | 없음                       | 없음                                       | 20 m2                                        | 20 m2                                          |
| 최소 투광 조명                           | 방송에 적당한 정도         | 수평면 조도: 800 lux 연직면 조도: 350 럭스 | 수평면 조도: 1,200 lux 연직면 조도: 750 럭스 | 수평면 조도: 1,400 lux 연직면 조도: 1,000 럭스 |
| 입석                                     | 허용                       | 불허                                       | 불허                                         | 불허                                           |
| 최소 관중석 수                           | 200석                      | 1,500석                                    | 4,500석                                      | 8,000석                                        |
| 회전식 집표기 및 전자 입장권 관리 시스템 | 불필요                     | 불필요                                     | 660석 당 1개 회전식 집표기                   | 660석 당 1개 회전식 집표기                     |
| 최소 VIP 좌석 수                         | 50석                       | 50석                                       | 75석                                         | 100석                                          |
| VIP 주차 공간                            | 20면                       | 50면                                       | 100면                                        | 150면                                          |
| VIP 접대 공간                            | 필요                       | 필요                                       | 필요                                         | 필요                                           |
| 폐쇄 회로 텔레비전 시스템(CCTV)          | 없음                       | 필요                                       | 필요                                         | 필요                                           |
| 미디어 용 최소 공간                      | 50 m2                      | 100 m2 (50명)                              | 100 m2 (50명)                                | 200 m2 (75명)                                  |
| 사진사 활동 공간                         | 없음                       | 없음                                       | 15곳                                         | 25곳                                           |
| 카메라용 최소 공간                       | 4 m2 (최소 1대)            | 6 m2 (2대)                                 | 6 m2 (2대)                                   | 10 m2 (4대)                                    |
| 프레스 박스의 최소 좌석 수               | 20, 5은 책상과 함께        | 20, 10은 책상과 함께                       | 50, 25은 책상과 함께                         | 100, 50은 책상과 함께                          |
| 중계 방송 좌석의 최소 수                 | 2                          | 3                                          | 5                                            | 25                                             |
| TV 스튜디오의 최소 수                    | 개조될 수 있는 1개 방      | 1                                          | 2                                            | 2, 최소 한 방은 경기장이 보여져야 한다         |
| 경기후 인터뷰 최소 공간                  | n/a                        | n/a                                        | n/a                                          | 4                                              |
| 방송 송출용 벤의 최소 공간               | 100 m2                     | 200 m2                                     | 200 m2                                       | 1,000 m2                                       |
| 기자회견 방의 최소 좌석 수               | 최소 1                     | 30                                         | 50                                           | 75                                             |

## 같이 보기
- 수용 인원순 유럽의 축구 경기장 목록